# Rue Sulzer
 (août 2023).
Si vous disposez d'ouvrages ou d'articles de référence ou si vous connaissez des sites web de qualité traitant du thème abordé ici, merci de compléter l'article en donnant les références utiles à sa vérifiabilité et en les liant à la section « Notes et références ».
Pour les articles homonymes, voir Sulzer (homonymie).
La rue Sulzer est une voie de la commune française de Nice.

## Situation et accès
La rue va de la rue Saint-François-de-Paule au quai des États-Unis (quai qui prolonge la promenade des Anglais vers l'est).

## Origine du nom
La rue Sulzer perpétue le souvenir de Johann Georg Sulzer, né à Winterthour (Suisse) en 1720, mort à Berlin en 1779 qui fut le premier écrivain de langue allemande qui ait écrit sur Nice. Le rôle de Sulzer est souvent comparé à celui de l'Anglais Tobias Smollett.

## Historique

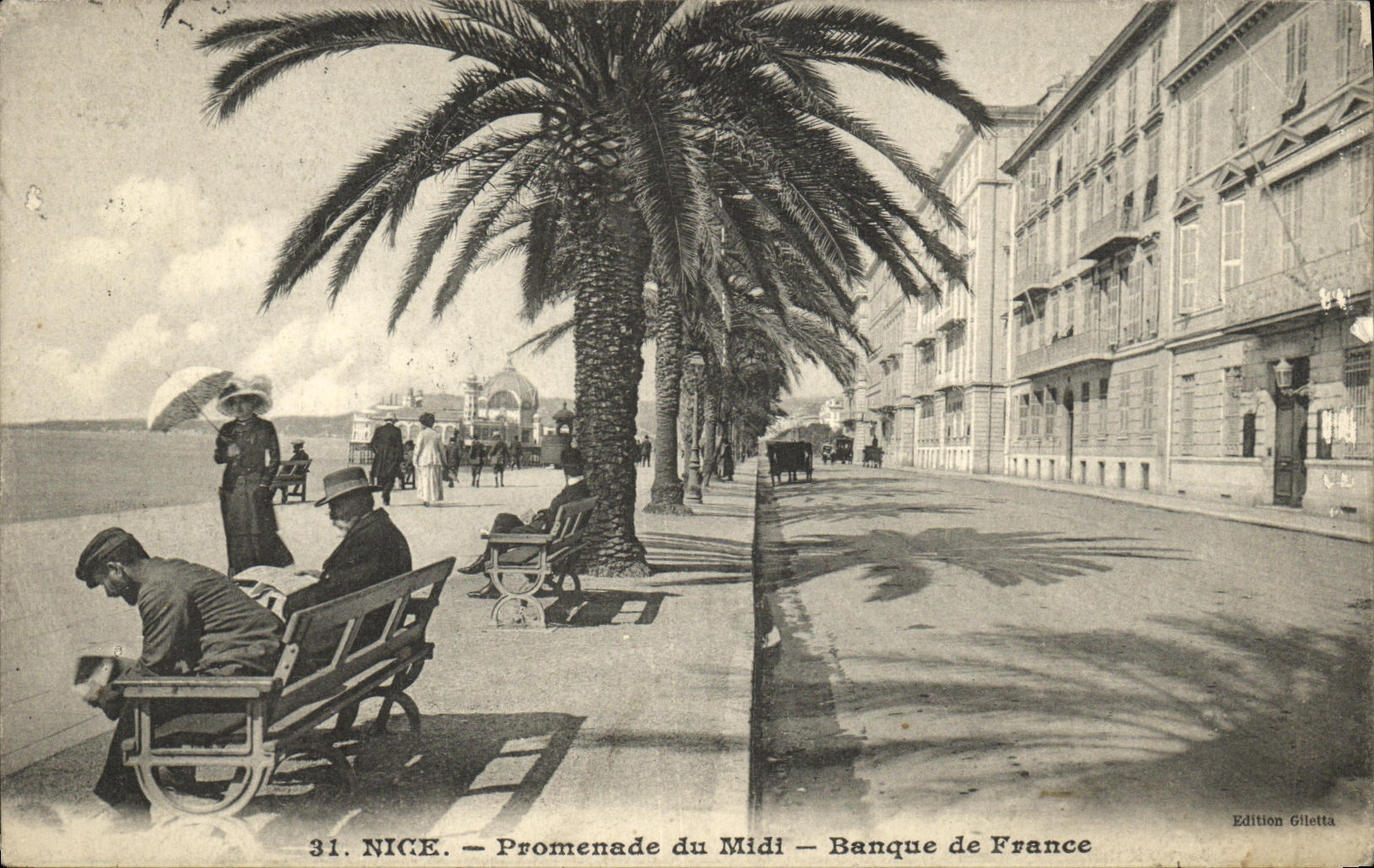
Le debouché de la rue Sulzer sur le quai du Midi vers 1900.

En nissart la rue portait le nom de camin sant Eligi, c'est-à-dire le chemin Saint-Éloi. Ce chemin traversait le pré aux Oies et menait à un hôpital placé sous le vocable de saint Éloi.
La rue a donné son nom au terrain Sulzer à l'origine de l'affaire Sulzer.

## Bâtiments remarquables et lieux de mémoire

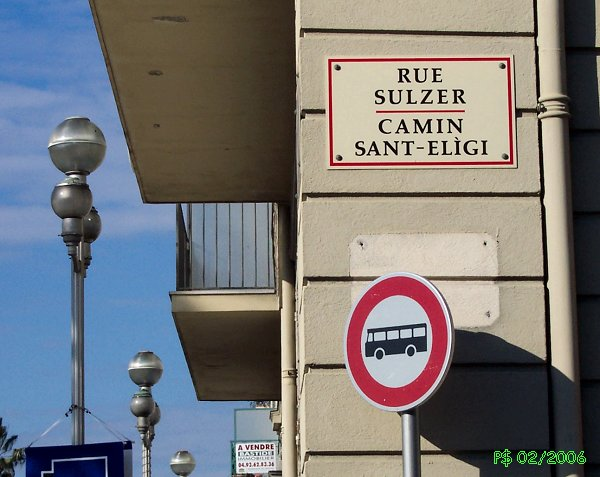
Plaque d'identification bilingue français et niçois.